# 塞繆爾·溫德爾·威利斯頓

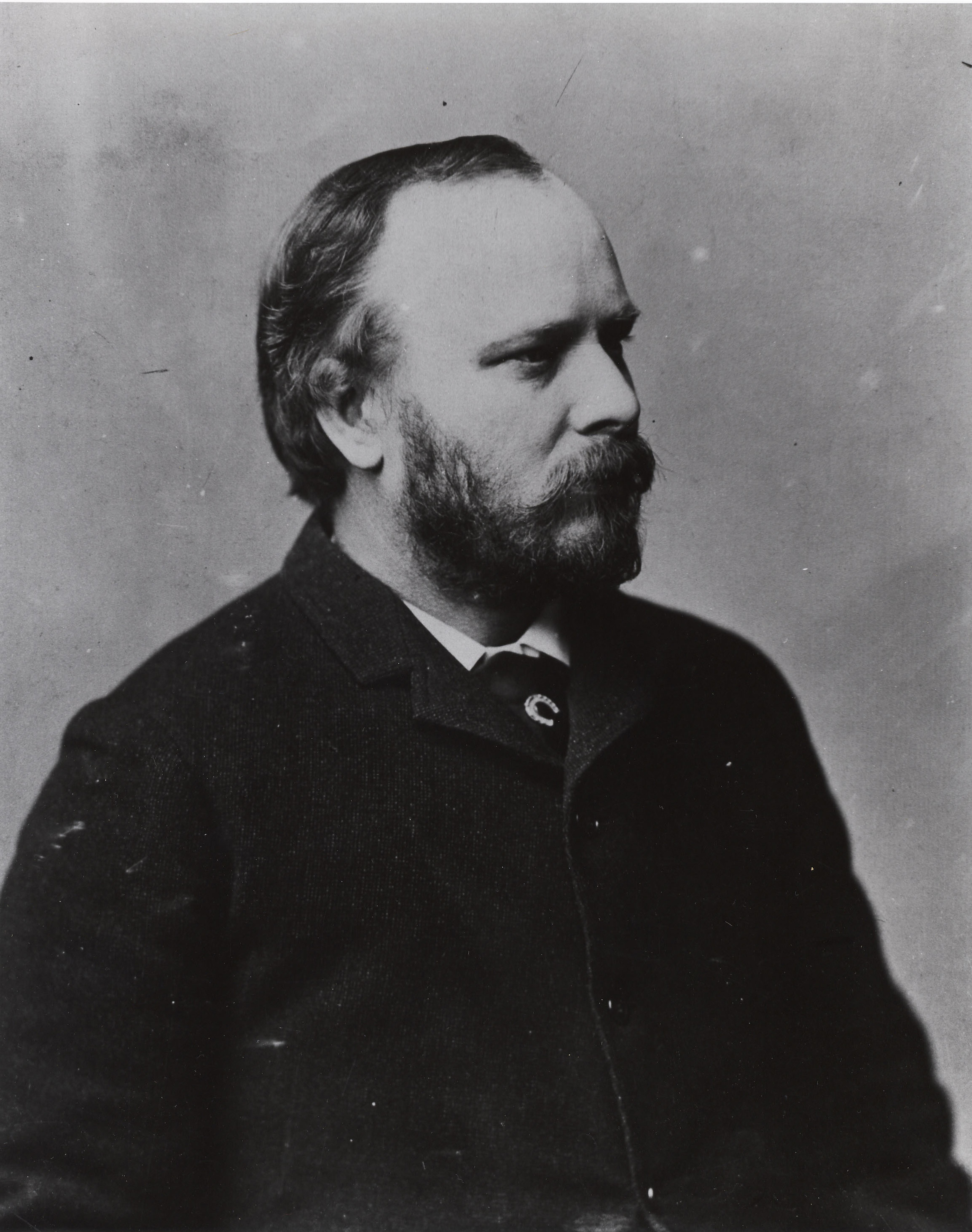
塞繆爾·溫德爾·威利斯頓

塞繆爾·溫德爾·威利斯頓（Samuel Wendell Williston，1851年7月10日—1918年8月30日），美国古生物学家、教育家。他第一个提出了鸟类的祖先通过奔跑而逐渐发展出飞行技能的假说。
威利斯頓出生于波士顿，1872年毕业于堪萨斯州立农业学院（今堪萨斯州立大学）。毕业后，他考入耶鲁大学进行古生物发掘和研究工作。1890年，他回到堪萨斯擔任堪萨斯大学地質學及解剖學教授。1902年，他前往芝加哥大学，担任古生物学系主任。